# Harold Spencer Jones
Harold Spencer Jones, född 29 mars 1890 i Kensington, London, död 3 november 1960 i London, var en brittisk astronom.
Harold Spencer Jones var assistent vid observatoriet i Greenwich 1913–1923, var chef för Kapobservatoriet 1923–1933 och blev 1933 astronomer royal. Jones behandlade främst vissa fundamentala astronomiska problem, bland annat gjorde han ur observationerna under 433 Eros' opposition 1930–1931 en ny bestämning av solparallaxen och fann därvid värdet 8,790 +- 0,001. Han utgav även läroboken General astronomy (1922, 2:a upplagan 1934).